# Klencke Atlas

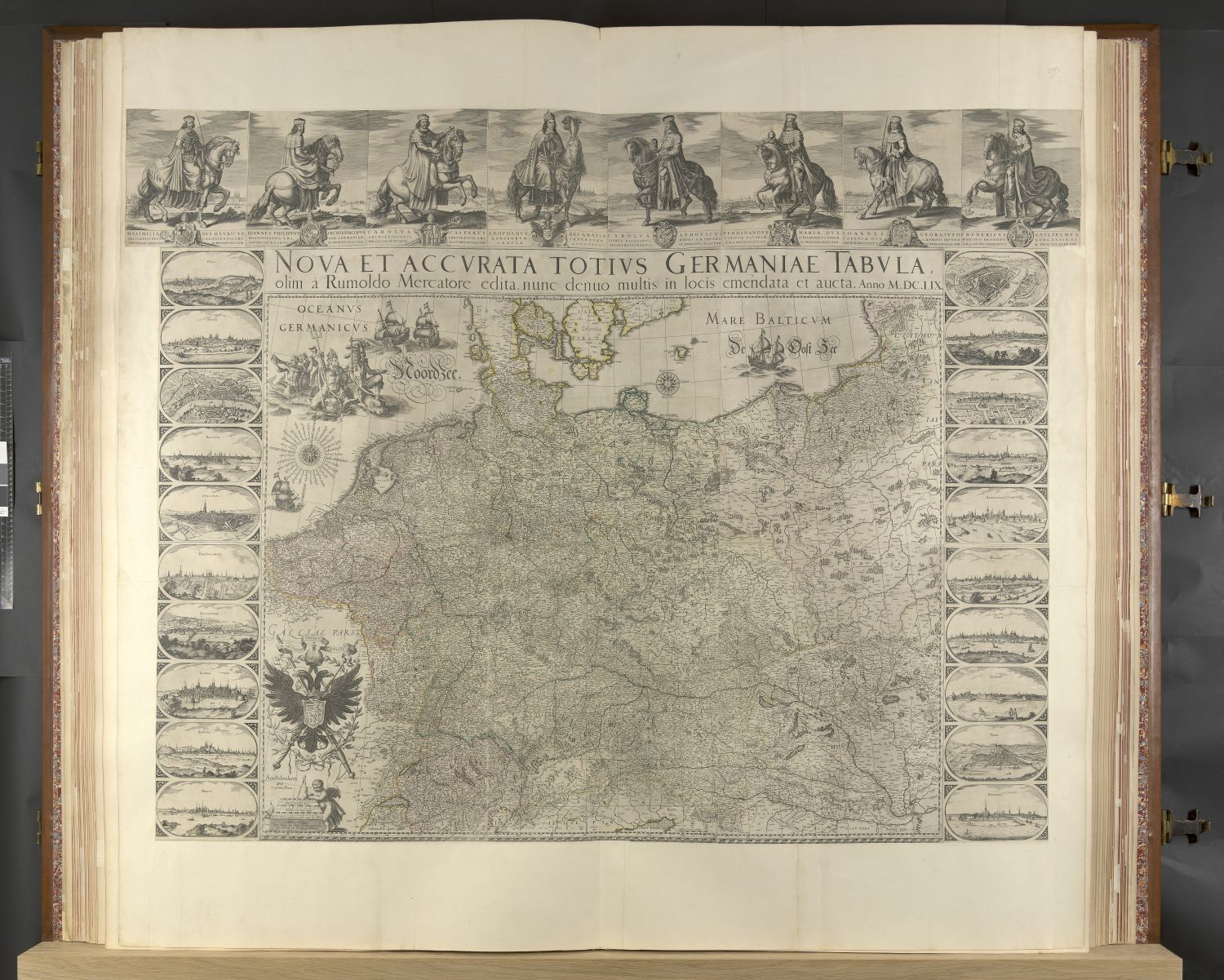
L'Allemagne sur le Klencke Atlas.

Le Klencke Atlas est un atlas réalisé en 1660, qui se distingue par sa taille très importante. Il mesure 1,75 mètre de haut sur 1,9 mètre de long. Il est composé de 39 pages et 37 cartes, qui ont été conçues pour être enlevées de l'atlas pour pouvoir être affichées directement sur un mur. Il est crédité au nom de Jean-Maurice de Nassau-Siegen et contient des gravures de Johannes Blaeu. 

## Histoire
Il est présenté au roi de Charles II en 1660. Il est donné par la couronne à la British Library en 1828, qui le restaure en 1950. Il est considéré comme le plus grand atlas au monde, jusqu'en 2012.